# Zemský okres Miesbach
Zemský okres Miesbach (německy Landkreis Miesbach) je zemský okres v německé spolkové zemi Bavorsko, ve vládním obvodu Horní Bavorsko. Sídlem správy zemského okresu je město Miesbach. Má přibližně 100 tisíc obyvatel. 

## Města a obce
Města:
1. Miesbach
2. Tegernsee

Obce:
1. Bad Wiessee
2. Bayrischzell
3. Fischbachau
4. Gmund am Tegernsee
5. Hausham
6. Holzkirchen
7. Irschenberg
8. Kreuth
9. Otterfing
10. Rottach-Egern
11. Schliersee
12. Valley
13. Waakirchen
14. Warngau
15. Weyarn